# یواس‌اس موهاوی (ای‌تی-۱۵)
یواس‌اس موهاوی (ای‌تی-۱۵) (به انگلیسی: USS Mohave (AT-15)) یک کشتی بود که طول آن 122' 6" بود. این کشتی در سال ۱۹۱۴ ساخته شد.